# 错鄂
错鄂（藏語：མཚོ་སྔོན，威利转写：mtsho sngon，THL：Tso Ngön）位于中国西藏自治区那曲市申扎县境内，地处申扎县北部，色林错西南隅，湖面海拔4561米，面积269平方公里。属于色林错水系，上经永珠臧布承接木纠错来水，下经阿里臧布注入色林错。湖岸线曲折，多湖湾和岛屿。湖区气候干旱寒冷，年均气温-2～0℃，年均降水量200～300毫米。东南岸永珠臧布入湖河口有三角洲平原，为天然优良牧场。